# 1920 no jornalismo
Nesta página encontrará referências aos acontecimentos directamente relacionados com o jornalismo ocorridos durante o ano de 1920.

## Nascimentos
| Data           | Nome                | Profissão                                      | Nacionalidade | Observações | Ref |
| -------------- | ------------------- | ---------------------------------------------- | ------------- | ----------- | --- |
| 5 de outubro   | Alberto Ferreira    | professor, jornalista e escritor               | Portugal      | m. 2000     |     |
| 17 de outubro  | Hélio Fernandes     | jornalista                                     | Brasil        |             |     |
| 8 de novembro  | Jorge Pacheco Areco | jornalista, diplomata e presidente do Uruguai  | Uruguai       | m. 1998     |     |
| 25 de dezembro | Artur Agostinho     | jornalista, locutor de rádio, escritor e actor | Portugal      | m. 2011     |     |

## Mortes
| Data | Nome | Profissão | Nacionalidade | Observações | Ref |
| ---- | ---- | --------- | ------------- | ----------- | --- |